# Salomonsjön

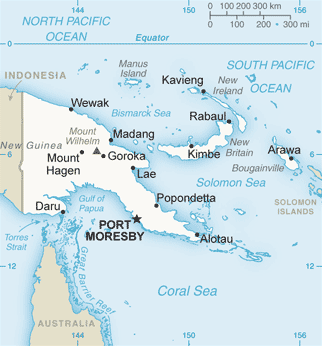
Salomonsjön

Salomonsjön är en del av Stilla havet mellan Papua Nya Guinea och Salomonöarna. Många slag utkämpades här under andra världskriget.